# ريد براونينج
ريد براونينج (بالإنجليزية: Reed Browning)‏ هو مؤرخ أمريكي، ولد في 1938.